# 不予置評
不予置評（有时也会称作无可奉告）是一個片語，在面對傳媒查詢時，假如受訪者不願意回答，就會以此片語作回應。公眾人物如此回應可能是拒絕就對方提出的事項作評論，又或者是當時沒有任何話要說。沒有得到上級批准對傳媒發言的官員亦可能會以類似方式拒絕就提問作任何評論。
表明「不予置評」的人就是選擇了不對該事情說任何話，假如還繼續就有關事情發言或者作回應，就是在自相矛盾。在受訪時表示「不予置評」不等於向記者要求作不紀錄在案或者匿名的非正式發言，亦不等於要求保密。假如受訪者希望就話題匿名發言，就應該事先取得記者明確同意。

## 批評
一些公共關係專家認為業界不應該對提問「不予置評」，因為和傳媒打交道的目的之一就是將事情在變為議題之前妥善解決。不作評論亦即讓傳媒自行演繹，容易把該項宣傳或對外傳訊的重點轉移，亦同時錯過了傳達關鍵訊息的機會。